# Jürgen Kratzenberg
Jürgen Kratzenberg, Pseudonym George Mountain (* 29. April 1944 in Coburg) ist ein deutscher Komponist, Songwriter und Autor.

## Leben
Von seinem Vater Fritz Kratzenberg, Kontrabassist an der Dresdner Philharmonie, bekam er Unterricht (Klavier und Kontrabass). Jürgen widmete sich mit 19 Jahren der Unterhaltungsmusik und begann seine berufliche Laufbahn 1963 in Kühlungsborn. Danach war er in den verschiedenen Dresdner Bands als Bassist und Komponist (Fred Herfter Combo, Hans Günter Werner Sextett usw.) tätig. 1972 zog er nach Ost-Berlin und spielte unter anderem bei Die Alexanders, College Formation Berlin, Klaus Lenz Band, Fusion, und gründete 1982 seine Band Power & Emotion. 1980 nahm er beim Lyrikclub Pankow teil.
1985 siedelte er von Ost- nach West-Berlin über. Dort war er hauptsächlich als Komponist tätig. Von 1990 bis 2000 arbeitete er auch als Toningenieur und realisierte erfolgreiche Produktionen in der Musik- und Filmindustrie. Unter dem Pseudonym George Mountain entstanden mehrere Eigeneinspielungen mit seiner George Mountains Party Band für das Label Heno Pavia Records.
Im März 1993 bekam er einen Preis vom Deutschen Komponistenverband für seine Sinfonie Romantische Erzählung, die in der Berliner Philharmonie aufgeführt wurde. In den 2010er Jahren beschäftigt er sich ausschließlich als Songwriter.

## Publikationen
- Nao der Geniemanier. 1.Buch. Peter und die geheimnisvolle Muschel. Eine märchenhaft realistische Fantasy-Story. AAVAA-Verlag, 2011 [illustriert von Daniela Pohl; 2. Aufl. 2012]